# 1534 en musique classique
| \| • Retour à la chronologie générale de la musique classique • \| |
| Grèce • Rome • Haut Moyen Âge • VIIIe siècle • IXe siècle • Xe siècle • XIe siècle XIIe siècle • XIIIe siècle • XIVe siècle • XVe siècle • XVIe siècle • XVIIe siècle XVIIIe siècle • XIXe siècle • XXe siècle • XXIe siècle |
| • Retour à la chronologie générale de la musique classique • |

| Années en musique classique : 1531 - 1532 - 1533 - 1534 - 1535 - 1536 - 1537    |
| Décennies en musique classique : 1500 - 1510 - 1520 - 1530 - 1540 - 1550 - 1560 |

## Naissances
- 5 février : Giovanni Bardi, écrivain, compositeur et critique italien († 1612).

Date indéterminée :
- Lodovico Agostini, chanteur, compositeur, prêtre et érudit italien († 20 septembre 1590).
- Francisco Soto de Langa (es), compositeur, chanteur, éditeur espagnol († 25 septembre 1619).